# جون فويت
جون فويت (بالإنجليزية: Jon Voight)‏ (/vɔɪt/؛ من مواليد 29 ديسمبر 1938) هو ممثل أمريكي ترشح أربع مرات لجائزة الأوسكار وحصل على الجائزة مرة واحدة. ورُشح حتى الآن إحدى عشرة مرة لجائزة غولدن غلوب وحصل عليها أربع مرات. جون فويت هو والد الممثلة أنجلينا جولي والممثل جيمس هافن.
احتل فويت مكانة بارزة في أواخر الستينيات من القرن الماضي من خلال أدائه الذي رشح لجائزة الأوسكار بدور جو باك، وهو رجل مستَأجر من أجل مرافقة امرأة في ميدنايت كاوبويز (1969). أصبح نجمًا في هوليوود خلال سبعينيات القرن العشرين بعد أدائه دور رجل أعمال اشتهر بالقتل في فيلم الخلاص (1972)؛ ودور جندي سابق خدم في فييتنام ومصاب بالشلل السفلي في فيلم العودة للديار (1978)، وفاز بجائزة الأوسكار لأفضل ممثل عن هذا الفيلم؛ وبطل ملاكمة سابق في النسخة التي أُعيد إنتاجها من البطل (ذا تشامب) عام 1979.
تناثر إنتاجه خلال الثمانينيات وأوائل التسعينيات، على الرغم من أنه فاز بجائزة غولدن غلوب ورُشح لجائزة الأوسكار بعد أدائه دور سارق البنك القاسي أوسكار «ماني» مانهايم في فيلم القطار المنفلت (1985). عاد فويت إلى هوليوود خلال منتصف التسعينيات، وقام ببطولة فيلم الجريمة، تحفة مايكل مان: هيت (1995) مع روبيرت دي نيرو وأل باتشينو. وأدى شخصية جيم فيلبس في فيلم المهمة المستحيلة (1996)، ومثل دور وكيل فاسد لوكالة الأمن القومي في إنيمي أوف ذا ستيت (1998)، والمحامي عديم الضمير ليو.إف دراموند في فيلم صانع المطر من إخراج فرانسيس فورد كوبولا (1997)، والذي حصل على ترشيح غولدن غلوب لأفضل ممثل مساعد.
قدم فويت أداء رائعًا في تمثيله السير الذاتية خلال الألفية الجديدة، إذ ظهر بدور المذيع الرياضي الأسطوري هوارد كوسيل في فيلم علي (2001)، ورُشح أداؤه لجائزة الأوسكار وجائزة غولدن غلوب وجائزة النقاد، وكذلك دور الضابط النازي يورغن ستروب في فيلم انتفاضة (2001)، أدى أيضًا شخصية فرانكلين دي روزفلت في فيلم ميناء بيرل (2001) من إخراج مايكل بي، وكذلك دور البابا يوحنا بولس الثاني في المسلسل القصير المسمى البابا يوحنا بولس الثاني (2005). وظهر فويت أيضًا في مسلسل راي دونوفان التلفزيوني من إنتاج شوتايم -هو الآن في موسمه السابع- بدور ميكي دونوفان، وهو الدور الذي جعله يكتسب شهرة جديدة من النقاد وإشادة الجمهور وفوزه بجائزة غولدن غلوب الرابعة في عام 2014.
حصل في 21 نوفمبر 2019 على الميدالية الوطنية للفنون من الرئيس الأمريكي دونالد ترامب.

## حياته السابقة
وُلد فويت في 29 ديسمبر 1938، في يونكرس، نيويورك، والدته باربرا (ني كامب؛ 1910–1995) ووالده إلمير فويت (بالسلوفاكي: Elemír Vojtka؛ 1909-1973)، لاعب غولف محترف. لديه شقيقان، باري فويت (من مواليد 1937) عالم بركان سابق في جامعة ولاية بنسلفانيا، وجيمس ويسلي فويت (من مواليد 21 مارس 1940)، والمعروف باسم تشيب تايلور، وهو مؤلف أغاني كتب «وايلد ثينج» و«ملاك الصباح». كان جد فويت الأب ووالدي جدته من المهاجرين السلوفاكيين، في حين كان جده من أمه وجدة والدته من المهاجرين الألمان. كان الناشط السياسي جوزيف ب.كامب خاله الأكبر.
نشأ فويت في أجواء كاثوليكية ودرس في مدرسة رئيس الأساقفة ستيبيناك الثانوية في وايت بلينس في نيويورك، حيث أخذ أول فرصة له في مجال التمثيل، ولعب دورًا كوميديًا بتمثيله الكونت بيبي لوب في المسرحية الموسيقية السنوية للمدرسة، ذا سونغ أوف نورواي (أغنية النرويج). بعد تخرجه في عام 1956، التحق بالجامعة الكاثوليكية الأمريكية في واشنطن العاصمة، حيث تخصص في الفن وتخرج بدرجة البكالوريوس. في عام 1960. بعد التخرج، انتقل فويت إلى مدينة نيويورك، حيث واصل مهنة التمثيل.

## المهنة

### فترة الستينيات
في أوائل الستينيات، عثر فويت على عمل في التليفزيون، وظهر في عدة حلقات من غان سموك، بين عامي 1963 و1968، وكذلك بصفة ضيف على نيكد سيتي، وذا ديفيندرز في عام 1963، و تويلف أوكلوك هاي، في عامي 1966 و1966 وسيمارون ستريب في عام 1968.
بدأ مسيرته المسرحية في يناير عام 1965، حيث لعب دور رودولفو في عرض أرثر ميلر نظرة من الجسر في إحياء أوف-برودواي.
لم يدخل فويت عالم الأفلام حتى عام 1967، عندما شارك في فيلم الجريمة من إخراج فيليب كوفمان،  فيرليس فرانك. ولعب فويت دورًا صغيرًا في فيلم هاور أوف غان عام 1967 من إخراج المخضرم جون ستورغز. في عام 1968، أخذ فويت دورًا في إخراج بول ويليامز آوت أوف إت.
في عام 1969، مثل فويت في فيلم ميدنايت كاوبوي، وهو فيلم رسم مسار حياته المهنية. لعب فويت دور جو باك، وهو محتال ساذج من ولاية تكساس في مدينة نيويورك. يأتي تحت وصاية راتسو ريزو وهو لص صغير ومغن، أدى داستن هوفمان شخصيته. استكشف الفيلم أواخر الستينيات من القرن الماضي في نيويورك، وتطور إلى صداقة غير متوقعة ولكن مؤثرة بين الشخصيتين الرئيسيتين. من إخراج جون شليسنجر واستنادًا إلى رواية لجيمس ليو هيرلي، ضرب الفيلم وترًا مع النقاد والجماهير على حد سواء. بسبب مواضيعه المثيرة للجدل، أُصدر الفيلم بتصنيف إكس، وصنع التاريخ من خلال كونه الفيلم الوحيد ذا التصنيف إكس الذي فاز بجائزة أفضل فيلم في جوائز الأوسكار. رُشح كلًا من فويت والنجم المساعد هوفمان لجائزة أفضل ممثل، لكنهما خسرا أمام جون واين في فيلم عزم حقيقي 1969

### فترة السبعينيات
في عام 1970، ظهر فويت في فيلم مايك نيكولز، كاتش-22، وأعاد تعاونه مع المخرج بول ويليامز ليمثل دور البطولة في ذا ريفوليوشانري، بصفة طالب جامعي يساري يكافح مع ضميره.
لعب فويت دور البطولة في فيلم الخلاص عام 1972. من إخراج جون بورمان ومن سيناريو الشاعر جيمس ديكي الذي ساعدته روايته التي تحمل نفس الاسم في كتابته، ويروي قصة رحلة زورق في أدغال أمريكا التي كانت غابة. تلقى كل من الفيلم وأداء فويت بالإضافة إلى النجم المشارك بيرت رينولدز إشادة نقدية كبيرة، وحظي على شعبية كبيرة  لدى الجماهير.
ظهر فويت أيضًا في استوديو أرينا ثييتر في بوفالو، نيويورك، ولعب دور ستانلي كوالسكي في المسرحية عربة تسمى الرغبة من تأليف تينيسي ويليامز من عام 1973 إلى 1974.
لعب فويت دور ملاكم شاب في فيلم ذا أول أميريكان بوي عام 1973، ثم ظهر في فيلم كونراك 1974، من إخراج مارتن ريت. استنادًا إلى رواية بات كونروي بعنوان ذا ووتر از وايد، أدى فويت دور البطولة، إذ أدى شخصية مدرس شاب أُرسل من أجل تعليم الأطفال السود المحرومين في جزيرة كارولينا الجنوبية النائية. في نفس العام، ظهر في ذا أوديسا فايل، بناءً على فيلم فريدريك فورسيث المثير، بشخصية بيتر ميلر، الصحافي الألماني الشاب الذي اكتشف حيلة من أجل حماية النازيين السابقين الذين ما زالوا يعملون داخل ألمانيا. شارك هذا الفيلم في البداية مع الممثل والمخرج ماكسيميليان شيل، الذي مثيل شخصية اسمها -استنادا إلى «جزار ريغا»- إدوارد روشمان، الذي يظهر له فويت في فيلم «نهاية اللعبة» عام 1976، وهو فيلم سينمائي مبني على قصة الروائي السويسري والكاتب المسرحي فريدريش دورنمات.
كان فويت هو الاختيار الأول لستيفن سبيلبرغ لدور مات هوبر في فيلم الفك المفترس عام 1975، لكنه رفض الدور الذي لعبه في النهاية ريتشارد دريفوس.

## الترشيحات لجائزة الأوسكار
- أفضل ممثل رئيسى عام 1970 عن فيلم Midnight Cowboy
- أفضل ممثل رئيسى عام 1979 عن فيلم Coming Home وفاز بها
- أفضل ممثل رئيسى عام 1986 عن فيلم Runaway Train
- أفضل ممثل مساعد عام 2002 عن فيلم Ali

## روابط خارجية
- جون فويت على موقع IMDb (الإنجليزية)
- جون فويت على موقع ميتاكريتيك (الإنجليزية)
- جون فويت على موقع الموسوعة البريطانية (الإنجليزية)
- جون فويت على موقع روتن توميتوز (الإنجليزية)
- جون فويت على موقع مونزينجر (الألمانية)
- جون فويت على موقع قاعدة بيانات الأفلام العربية
- جون فويت على موقع ألو سيني (الفرنسية)
- جون فويت على موقع ميوزك برينز (الإنجليزية)
- جون فويت على موقع تيرنر كلاسيك موفيز (الإنجليزية)
- جون فويت على موقع أول موفي (الإنجليزية)